# HD 207129
HD 207129 (HR 8323) es una estrella de magnitud aparente +5,58 en la constelación de la Grulla.
Se encuentra a 52,5 años luz de distancia del sistema solar.
HD 207129 es una enana amarilla de características similares a las del Sol.
Considerada un análogo solar, tiene tipo espectral G2V.
Su temperatura efectiva es de 5912 K y es un 26% más luminosa que el Sol.
Tiene un radio un 7% más grande que el radio solar y rota con una velocidad de rotación proyectada de 3,7 km/s, completando una vuelta sobre sí misma cada 12,6 días.
Con una masa entre 1,0 y 1,15 masas solares, no se conoce su edad de forma precisa.
Considerando las pistas evolutivas derivadas a partir de su radio y gravedad superficial (log g = 4,44), se obtiene una edad de 3200 millones de años; sin embargo, la edad estimada a partir de su período de rotación es de 1500 millones de años, cifra consistente con su luminosidad en rayos X.
No muestra actividad cromosférica.
HD 207129 posee una metalicidad —abundancia relativa de elementos más pesados que el helio— igual a la del Sol ([Fe/H] = 0,00).
Diversos elementos evaluados tales como sodio, aluminio y magnesio muestran igual comportamiento.
Sin embargo, el nivel de litio, con una abundancia relativa logє[Li] = 2,33, es significativamente más elevado que en nuestra estrella.

## Disco circunestelar
En 1999 se descubrió que HD 207129 está rodeada por un disco circunestelar de polvo frío con una temperatura entre 25 K y 50 K.
La masa total de dicho disco es de aproximadamente 10-2 masas terrestres y se extiende desde 100 UA de la estrella hasta 170 - 190 UA respecto a la misma.
El tamaño típico de los granos en el cinturón planetesimal está comprendido entre 4 y 7 μm.